# Acelerador linear
Um acelerador linear (também chamado de LINAC) é um tipo de acelerador de partículas no qual partículas carregadas (elétrons, prótons ou íons) percorrem uma trajetória retilínea, diferentemente de aceleradores circulares ou recirculados.
Embora existam vários tipos de aceleradores nos quais a trajetória das partículas seja retilínea (por exemplo: aceleradores lineares eletrostáticos, aceleradores lineares de indução), normalmente o termo acelerador linear é usado para definir aqueles que usam campos eletromagnéticos na região de radiofrequência (RF) para a aceleração. A energia final das partículas é alcançada através de sucessivos incrementos na energia ao longo do acelerador.

## História

Figura 1: Esquema do acelerador linear de Wideröe

Em 1924, o físico sueco Gustav Ising propôs a primeia ideia prática para a aceleração de partículas pela acumulação de uma série de pequenas tensões. Isso evitava os problemas de faiscamentos existentes em aceleradores eletrostáticos.
A ideia de Ising consistia num tubo de vidro evacuado, no qual eram alinhados secções de tubos metálicos de comprimentos diferentes. Ao passar de um tubo para o outro as partículas carregadas teriam sua energia incrementada por uma diferença de potencial (tensão) existente entres os tubos.
Ising também  propôs um circuito eletrônico que geraria os pulsos de tensão que chegariam aos tubos por meio de cabos de comprimentos diferentes, de forma a chegarem aos tubos defasados no tempo e, portanto, sincronizados com a passagem dos elétrons.

### Prótons e íons
Em 1928 o físico norueguês Rolf Wideröe foi o primeiro a usar as ideias de Ising e efetivamente construir um acelerador linear. Diferentemente do proposto por Ising, Wideröe usou tensões oscilantes provenientes de um oscilador de radiofrência (RF) para aplicar as tensões sincronizadas aos tubos metálicos. A figura 1 apresenta um esquema do acelerador de Wideröe.
Note que os tubos de passagem tinham comprimentos que iam aumentando de forma a se ajustar ao aumento da velocidade das partículas. O acelerador de Wideröe foi construído dentro de um tubo de vidro de 88 cm de comprimento e acelerava íons de sódio e potássio até uma energia de 50 keV.
Em 1931, os físicos David Sloan e Ernest Lawrence, construíram e aperfeiçoaram um acelerador linear para íons de mercúrio, baseado nas ideias de Wideröe, que atingia 1,25 MeV.
Após o fim da segunda guerra mundial, o físico Luis Alvarez da Universidade da California, inventou um novo acelerador linear que era muito similar ao de Sloan e Lawrence mas que fazia uso das potentes fontes de radiofrequência (RF) desenvolvidas para o uso nos radares durante a  segunda guerra. A novidade de Alvarez foi que os tubos metálicos estavam suspensos dentro de um outro tubo de cobre (diferentemente de Ising e Wideröe que usavam tubos não condutores). Juntos, estes tubos formavam cavidades ressonantes nas quais as ondas de RF podiam se propagar.
O primeiro acelerador construído por Alvarez operava na frequência de RF de 200 MHz e acelerava prótons até 32 MeV e ficou operacional em 1948.

### Elétrons

Figura 2: esquema de uma estrutura aceleradora de onda estacionária

Aceleradores lineares de elétrons usam uma frequência de RF mais alta que os usados por prótons e íons, tipicamente na região de micro-ondas. Isso é necessário para manter o sincronismo com a passagem dos elétrons (pois estes movem-se mais rápido que os prótons e íons em função de sua pequena massa).

As maiores contribuições para o desenvolvimento dos aceleradores lineares de elétrons vieram da Universidade de Stanford pelo grupo liderado por William W. Hansen. Durante o período de 1946-47, Hansen e seu grupo demonstraram teórica e praticamente que o processo de aceleração em guias de onda carregados com discos perfurados era viável, e construíram vários modelos e protótipos até chegarem a uma máquina de 3,6 m capaz de acelerar elétrons até 6 MeV, operando na frequência de 2856 MHz e que ficou conhecida como Mark I. 

## Princípio de operação

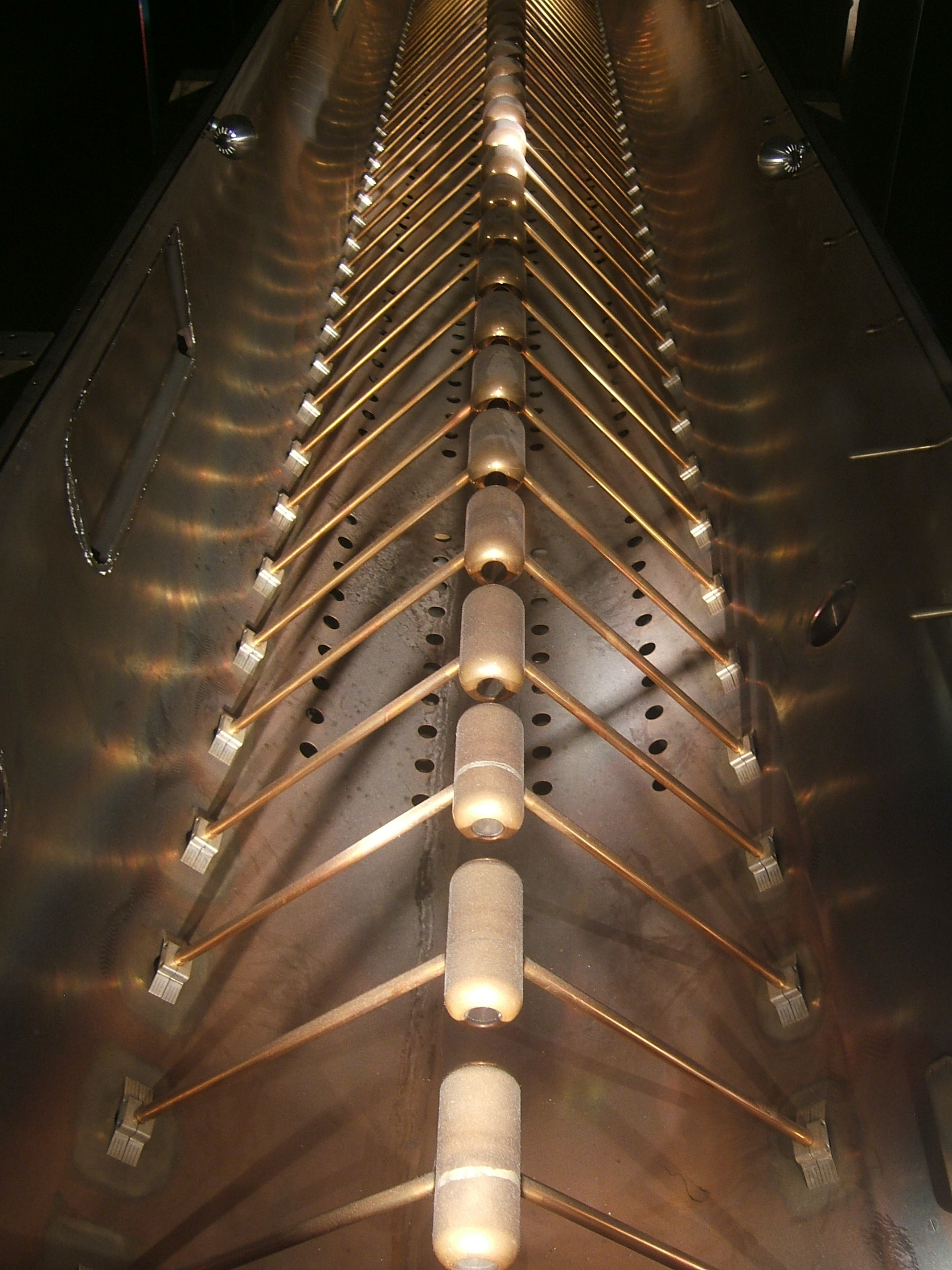
Figura 3: Estrutura aceleradora de onda estacionária para prótons e íons

Os aceleradores lineares modernos podem ser separados em dois tipos: para partículas pesadas (prótons ou íons) e para partículas leves (elétrons).

Figura 4: esquema de uma estrutura aceleradora de onda caminhante

A diferença entre os dois surge do fato de os elétrons atingirem uma velocidade próxima à da luz muito rapidamente, enquanto os prótons e íons, por serem mais massivos, tem sua velocidade incrementada lentamente. Na figura 2 encontra-se um esquema de uma estrutura aceleradora de onda estacionária usada para prótons e íons. É composta por um tubo condutor contendo eletrodos cilíndricos de comprimentos diferentes dispostos horizontalmente, formando um conjunto de cavidades ressonantes acopladas.

Os diferentes comprimentos dos tubos refletem o fato das partículas pesadas terem sua velocidade aumentada lentamente. Na figura 3 é apresentado uma foto de uma estrutura deste tipo.

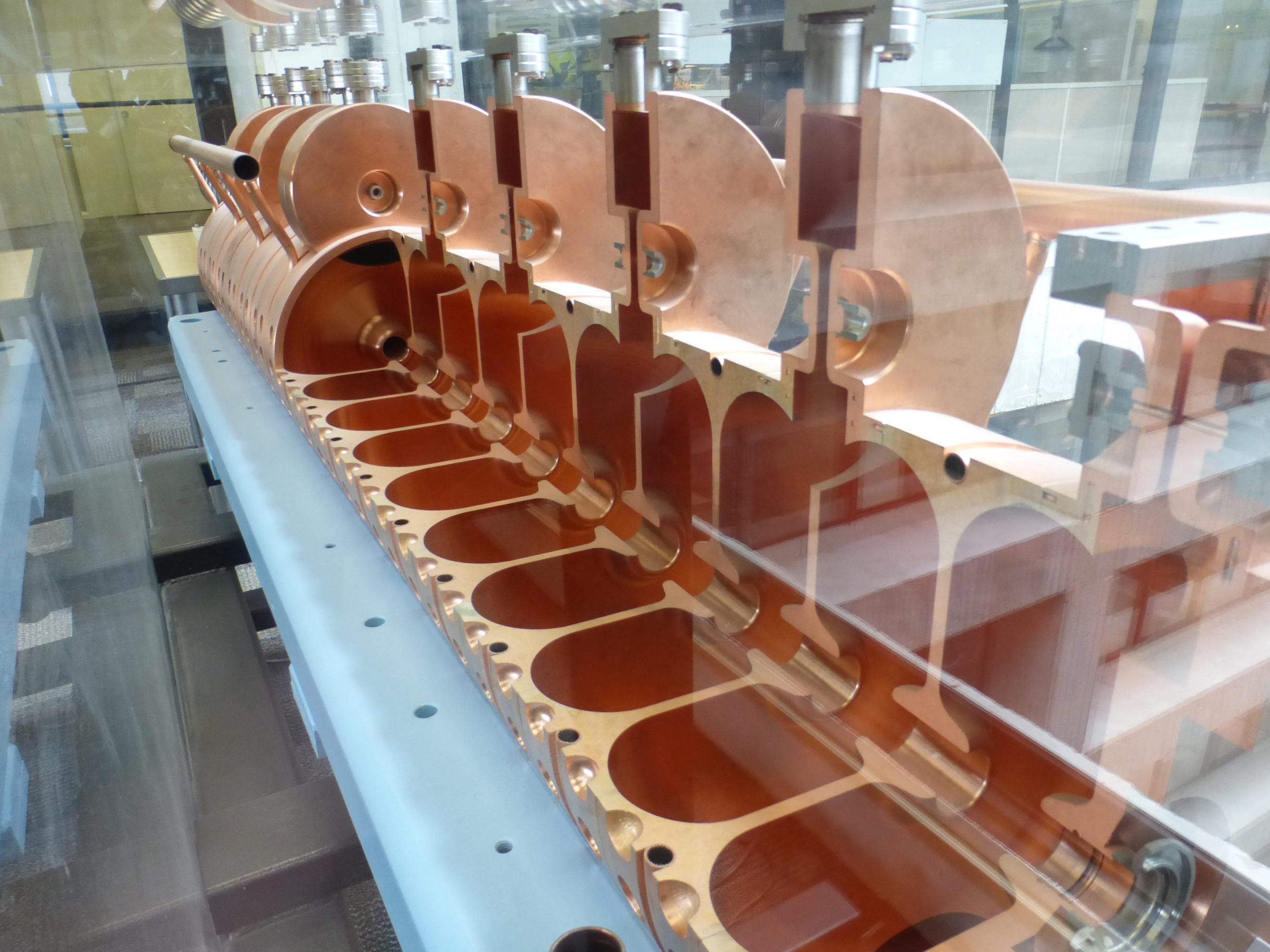
Figura 5: Estrutura aceleradora de onda estacionária para elétrons

Na figura 4, é apresentado um esquema de uma estrutura aceleradora de onda caminhante usada para elétrons, trata-se de um tubo condutor (guia de ondas) contendo uma série de discos paralelos com um furo central. Elétrons também podem usar estruturas aceleradoras de onda estacionária, compostas por uma série de cavidades ressonantes, como aquela apresentada na figura 5.
Em ambos os tipos (onda estacionária e caminhante), uma onda eletromagnética (RF) é induzida na estrutura aceleradora e a geometria desta é tal que o campo elétrico da onda assume a direção longitudinal. Se o campo elétrico estiver em sincronismo com a passagem das partículas, estas sentirão a ação de uma força que causa a aceleração e consequente aumento na energia cinética.
As figuras 7 e 8 apresentam um diagrama dos campos elétricos nas estruturas de onda caminhante e de onda estacionária quando sincronizados com as partículas.

A energia final das partículas num acelerador linear é determinada por dois parâmetros básicos: a intensidade do campo elétrico da RF e o comprimento da estrutura aceleradora.

## Uso na medicina

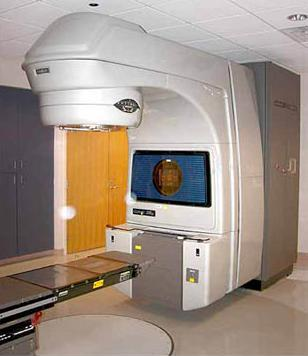
Figura 9: Acelerador linear de elétrons para uso em radioterapia

Aceleradores lineares são muito utilizados na medicina para tratamento de tumores usando radioterapia.
A radioterapia usa raios X produzidos quando os elétrons acelerados atingem um alvo de metal pesado. Aceleradores lineares de elétrons com energia entre 5 e 30 MeV (operando na faixa de RF de 2 a 4 GHz) são as principais máquinas para radioterapia nos dias atuais (existindo aproximadamente 5000 destes no mundo em 2008, sendo os principais fabricantes Varian, Siemens, General Electric, Mitsubishi e Toshiba).
A instalação do primeiro acelerador linear de elétrons para uso clínico se deu em 1953 no hospital Hammersmith na cidade de Londres. Este acelerador foi desenvolvido e montado pela empresa Metropolitan-Vickers (Met-Vic) e usava uma estrutura aceleradora de 3 m de comprimento e atingia a energia de 8 MeV.
Um eficiente acondicionamento do acelerador e dos sistemas de transporte do feixe de elétrons permitiram a construção de aceleradores lineares muito compactos (1 a 2 m). Além disso são máquinas eficientes e confiáveis, o que foi um fator decisivo para a sua aceitação em aplicações clínicas. A figura 9 apresenta uma foto de um acelerador linear usado em radioterapia.
Estes aceleradores são um bem sucedido subproduto dos aceleradores lineares usados para pesquisa básica em física nuclear e de altas energias.

## No Brasil
No Brasil, o Prof. Argus Fagundes Ourique Moreira e equipe construiram no Centro Brasileiro de Pesquisas Físicas (CBPF), quatro aceleradores lineares de elétrons entre os anos de 1960-70 . Estes aceleradores possuíam energias de 2 até 28 MeV e foram usados principalmente em pesquisas de física do estado sólido.
Em 1968, a Universidade de Stanford, doou à Universidade de São Paulo (USP), o acelerador linear de elétrons Mark II, com energia máxima de 75 MeV. Este acelerador funcionou entre 1971 e 1993 e foi usado em pesquisas na área de física nuclear.
Nos anos de 1990, foi construído um acelerador linear no Laboratório Nacional de Luz Síncrotron (LNLS), em Campinas, SP. Este acelerador usava estruturas aceleradoras fabricadas na China, atingindo a energia de 120 MeV e é usado como injetor do acelerador síncrotron do UVX do LNLS.
O Instituto de Física da USP está montando um LINAC, construído em parceria com o Laboratório Nacional Argonne, dos Estados Unidos, e é o único do hemisfério sul a utilizar cavidades supercondutoras de nióbio resfriadas a 3 K. Pode ser utilizado para pesquisas de física nuclear, biologia nuclear, física ambiental, espectrometria de massas, e demais áreas dependentes de altas densidades energéticas.

## CERN
O CERN utiliza o LINAC 2 de 50 MeV para injectar partículas no Proton Synchrotron Booster (PSB), e o LINAC 3 de 4.2 MeV, o Heavy Ion Linac que fornece iões pesados para injecção no LEAR.